# Kelly Rowland
Kelendria Trene Rowland (Atlanta, Georgia, SAD, 11. veljače 1981.), bolje poznata kao Kelly Rowland je američka pjevačica, spisateljica tekstova, plesačica i glumica iz Houstona, Teksasa.
Rowland je započela svoju karijeru u 1990., sa samo 9 godina, kada je sa svojom prijateljicomBeyonce Knowles i LaTavijom Roberson osnovala ženski sastav Girl's Tyme, a pridružilo im se još nekoliko djevojčica. U međuvremenu, Beyoncein otac Mathew Knowles je osnovao novu grupu, Destiny's Child, u kojoj su ostale samo Kelly, Beyonce i LaTavia kojima se kasnije pridružuje LeToya Luckett. Destiny's Child su izdale četiri studijska albuma: Destiny's Child, The Writing's on the Wall, Survivor, te Destiny Fulfilled te im se tijekom godina postava mijenjala. Zadnju postavu činile su Beyonce, Kelly te nova članica Michelle Williams.
Godine 2002. Kelly je izdala svoj prvi album, Simply Deep, koji je certificiran zlatno od Recording Industry Association of America (RIAA). Do 2014., Kelly je izdala još četiri vrlo uspješna albuma: Ms. Kelly (2007.), Here I Am (2011.) i Talk a Good Game (2013.) te je prodala više 40 milijuna albuma (kao solo pjevačica).

## Rani život
Kelly je rođena 11. veljače 1981. u Atlanti, Georgia. Roditelji su joj Doris Rowland Garrison i Christopher Lovett. Kad je imala 7 godina, njezina majka ju je uzela te je ostavila njenog oca, koji je bio alkoholičar. U osmoj godini, preselila se u Houston, Teksas te je sa svoje dvije prijateljice Beyonce Knowles i LaTavijom Roberson osnovala sastav Girl's Tyme, u kojem je bilo još tri članice. Arne Frager, R&B producent, je došao u Houston da bi ih vidio te ih doveo u njegov studio, The Plant Recording Studio. Umjesto da traže diskografsku kuću za Girl's Tyme, Frager ih je prijavio na Star Search, no grupa nije pobijedila. Kasnije je Beyoncein otac Mathew Knowles osnovao novu grupu Destiny's Child u kojoj su bile Beyonce, Kelly, LaTavia te nova članica LeToya Luckett. Grupa se pripremala u salonu Beyonceine majke Tine Knowles, te u njihovim dvorištima. Kasnije su potpisale ugovor s Elektra Records, no kasnije su izašle.
Rowland je završila školu Lamar High School u Houstonu.

## Karijera

### 1995. – 2005.: Destiny's Child i prvi albumSimply Deep
Godine 1995. osnovana je grupa Destiny's Child, u kojoj su bile Kelly, Beyonce, LaTavia Roberson i LeToya Luckett. 1997. potpisale su ugovor s Colbumbia Records te izdale dva singla: "Killing Time", soundtrack filma Ljudi u crnom, te "No, No, No". Iduće godine izdaju debitanski album Destiny's Child koji im je donio tri nagrade Soul Train of Soul Awards. 1999. izdan je još uspješniji album The Writing's on the Wall, koji je ponudio tri hita: "Bills, Bills, Bills", "Jumpin' Jumpin'" i "Say My Name". "Say My Name" postaje najveći hit-singl grupe, a dobio je i Grammyja. The Writing's on the Wall je prodan u 15 milijuna kopija, te postaje jedan od najuspješnijih albuma koje je grupa ikad izdala. No u grupi nije sve bilo najbolje. Članice LeToya i LaTavia su podigle sudsku parnicu oko pojavljivanja dvije nove članice Michelle Williams i Farrah Franklin umjesto njih u spotu "Say My Name". LeToya i LaTavia napuštaju grupu, a nakon pet mjeseci i Farrah je učinila isto (iz privatnih razloga). Nakon što su u grupi ostale Kelly, Michelle i Beyonce, u rujnu 2000. grupa izdaje novi singl, "Independent Women" koji se pojavljuje kao soundtrack u filmu Charlijevi anđeli. Singl je postao najuspješniji singl grupe, debitiravši na vrh Billboard Hot 100 jedanaest tjedana zaredom. U svibnju 2001. grupa izdaje album Survivor. Prvi singl s albuma, "Survivor" dobio je nagradu Grammy. Te godine Kelly surađuje s glazbenikom Avantom na njegovoj pjesmi "Separated". Album Survivor je debitirao na broj 1 na Billboard 200 te je prodan u 12 milijuna kopija.
U lipnju 2002. Kelly surađuje s reperom Nellyjem na njegovom singlu "Dilemma" koji je dobio Grammyja za najbolju rap suradnju. U listopadu Kelly izdaje svoj prvi solo album, Simply Deep, u kojem je surađivala s glazbenicima poput Brandy i Beyonceine mlađe sestre Solange. Album je debitirao na broj 12 na Billboard 200 te na broj 3 na R&B/Hip-Hop Albums, a prodan je u 77 000 kopija u prvom tjednu. Album postaje njen najprodavaniji album u Americi gdje je prodan u 602 000 kopija te je certificiran zlatno od RIAA. Ponudio je hit singlove poput "Stole" i "Can't Nobody".
Nakon dvije godine pauze, Destiny's Child 2004. izdaju singl "Lose My Breath". Izdan je i četvrti album, Destiny Fulfilled koji je debitirao na broj 2 na Billboard 200 te ponudio još tri vrlo uspješna singla: "Soldier", "Girl" i "Cater 2 U". Iduće godine odlaze na svoju turneju Destiny Fulfilled... And Lovin' It te izdaju svoju prvu kompilaciju "Number 1's".

### 2006. – 09.: Raspad grupe iMs. Kelly
Godine 2006. Destiny's Child se razilaze, a Kelly počinje rad na svom drugom albumu. Album se trebao zvati My Story i biti objavljen sredinom iste godine, no odgođen je. U lipnju 2007. izdan je drugi album, naziva Ms. Kelly. Te godine pošla je na turneju Ms. Kelly Tour kako bi promovirala prvi i drugi album. Kad je izdan, Ms. Kelly je debitirao na broj 6 na Billboard 200 te broj 2 na R&B/Hip-Hop Albums. S albuma su skinuta tri hit singla: "Like This", "Ghetto" i "Work". 2008. izdaje dva reizdanja albuma s kojih je skinut jedan novi singl, "Daylight".
U travnju 2009. izdaje ogroman hit singl "When Love Takes Over" s DJ-em Davidom Guettom. Singl je debitirao na mnoge top ljestvice diljem Europe te je dobio Grammyja za najbolju dance pjesmu.
Kelly je 2007. također izdala svoj prvi DVD BET Presents Kelly Rowland.

### 2010. – 12.:Here I Am
Godine 2010. Kelly je izdala četiri promotivna singla: "Commander", "Rose Colored Glasses", "Grown Woman" i "Forever and a Day". Iste godine izdaje njen prvi kompilacijski album Work: The Best of Kelly Rowland.
Dne 26. srpnja 2011. izdala je svoj treći album, Here I Am. Here I Am je prodao 77 000 kopija u prvom tjednu. S njega su skinuta četiri singla: "Commander" (koji je debitirao na mnoge ljestvice u Europi), "Motivation", "Lay It on Me" i "Down for Whatever" (top deset singl u Ujedinom Kraljevstvu). Drugi singl s albuma, "Motivation" Dva puta je certificiran platinasto od RIAA, te je dobio nagrade Soul Train, Grammy te Billboard Music Award 2012.
Kasnije te godine izdaje svoju drugu kompilaciju Playlist: The Very Best of Kelly Rowland. Također je trebala biti sudac u The X-Factoru no to je odgođeno.

### 2013.-danas:Talk a Good Gamei ponovno okupljanje Destiny's Childa
U siječnju 2013. Destiny's Child se ponovno okupljaju te izdaju novi singl "Nuclear" i novi kompilacijski album Love Songs. U veljači, Destiny's Child su pjevale u poluvremenu Superbowla. U svibnju najavljeno je da će Kelly zamijeniti Britney Spears u trećoj sezoni američkom X Factora s Demi Lovato, Paulinom Rubio i Simonom Cowellom.
Dne 18. lipnja 2013. Kelly izdaje svoj četvrti album Talk a Good Game. Album se trebao zvati Year of the Woman te je prodan u 60 000 kopija u prvom tjednu. S albuma su skinuta tri singla: "Kisses Down Low", "Dirty Laundry" i "Gone". Godine 2014. Kelly i Beyonce sudjeluju u Michellinom singlu "Say Yes" te Kelly izdaje svoj novi singl "The Game".
U svibnju 2014. Kelly i njezin zaručnik Tim Witherspoon su se vjenčali na maloj ceremoniji u Kostarici.

## Privatni život
Godine 2004. bila je u vezi s Royem Williamsom, a kasnije su se zaručili. 2005. raskinuli su svoje zaruke.
Od 2011. je u vezi s menadžerom Timom Witherspoon. Vjenčali su se u Kostarici u svibnju 2014. U studenom 2014., Kelly je rodila Timovo dijete i nazvali su ga Titan Jewell Weatherspoon.

## Diskografija
- Simply Deep (2002.)
- Ms. Kelly (2007.)
- Here I Am (2011.)
- Talk a Good Game (2013.)

## Turneje
- 2003: Simply Deeper Tour
- 2007: Ms. Kelly Tour
- 2013: Lights Out Tour

## Vanjske poveznice
- Službena stranica